# Rapha
Shane Hendrixson (né le 16 mars 1989 à Rockford, Illinois), également connu sous son pseudonyme Rapha, est un joueur professionnel américain d'esport  sur Quake Live, Quake III Arena, ShootMania, Overwatch et Quake Champions pour Team Liquid. Depuis ses débuts en 2008, il a remporté seize grands tournois sur Quake et s'est classé parmi les trois premiers dans pratiquement tous les autres tournois. Hendrixson est considéré comme l'un des plus grands joueurs de Quake de tous les temps,,,. 